# Serenoa repens
Serenoa repens of zegepalm is een palm die voorkomt in het zuidoosten van de Verenigde Staten. De plant vormt er een bodembedekker in de minder donkere bossen en wouden die vooral uit eiken en dennen bestaan en komt ook voor in duinen en kuststroken.
De palm wordt 2-3 m hoog. Aan de bladaanzet van de verdroogde bladeren behoudt zij bruine vezels. De bladeren zijn zeer sterk en hebben vijfentwintig tot dertig segmenten, die dikwijls groen of blauwgroen van kleur zijn. De bladstelen zijn gewapend met kleine stekels. De talrijke witte bloempjes zijn gegroepeerd. De rijpe zwarte vruchten hebben een zoet vruchtvlees.

## Cultuur in de Benelux
De plant moet in de volle zon geplaatst worden, voldoende water in de zomer krijgen, veel meststoffen en een zanderige bodem voor de drainage in de winter. Als jonge plant gevoelig voor de vorst, maar later temperaturen tot -11 °C verdragend.